# Ткачик річковий
Тка́чик річковий (Ploceus burnieri) — вид горобцеподібних птахів ткачикових (Ploceidae). Ендемік Танзанії. 

## Опис
Довжина птаха становить 13 см, самці важать 17-21 г, самиці 14-17 г. У самців під час сезону розмноження підборіддя і горло чорні, на обличчі вузька чорна "маска". Чорні плями на горлі і обличчі мають руді края. верхня частина тіла оливково-жовта, нижня частина тіла золотисто-жовта, крила сіро-оливково-жовті. Очі темно-карі, дзьоб чорний, лапи рожеві. У самиць і самців під час негніздового періоду голова оливково-жовта, верхня частина тіла більш жовта, нижня частина тіла жовтувато-біла, дзьоб сірий, очі карі.

## Поширення і екологія
Річкові ткачики мешкають на півдні центральної Танзанії, в долині річки Уланга. Вони живуть на заплавних луках, в очеретяних заростях та на болотах, на висоті до 300 м над рівнем моря. Живляться переважно насінням. Сезон розмноження триває з грудня по лютий. Річкові ткачики, імовірно, є полігамними, на одного самця припадає кілька самиць. Вони гніздяться парами або колоніями до 30 гнізд. Гніздо овальної форми з бічним входом, направленим до землі. В кладці 1-2 яйця.

## Збереження
МСОП класифікує цей вид як вразливий. За оцінками дослідників, популяція річкових ткачиків становить від 3500 до 15000 птахів. Їм загрожує знищення природного середовища.